# Scopula virginaria
Scopula virginaria là một loài bướm đêm trong họ Geometridae.